# Prieuré du Jassonneix
Le prieuré du Jassonneix (ou prieuré Sainte-Marie du Jassonneix) est une communauté de cisterciennes-trappistines fondée en 1981 à Meymac, en Corrèze, et installée dans le château du Jassoneix.

## Le château
L'origine du domaine seigneurial remonte au XIIe siècle avec un château. Dès le XVe siècle, la seigneurie appartient aux du Bois. Puis, vers 1535, Sébastien de Binet, greffier au Parlement de Bordeaux, achète le Bos et devient seigneur du Bos et du Jassoneix. La famille Binet du Jassoneix, qui compte des médecins et des juristes, garde la seigneurie durant 300 ans. 
Le domaine de cent hectares comprend une maison de maître du XVIIIe siècle et une chapelle du XIVe siècle.

## Fondation et développement de la communauté religieuse

### Historique
En 1816, dix moniales cisterciennes de retour de Westphalie (en Allemagne), après les troubles de la Révolution ré-occupent l’ancien prieuré Sainte-Catherine de Laval (Mayenne), qui devient alors l’abbaye Notre-Dame de la Coudre
En 1970, l’évêque de Tulle sollicite l’abbaye pour une fondation en Corrèze. L’année suivante, madame des Places, dont la famille a racheté la propriété, offre aux sœurs son domaine seigneurial de Meymac. Mais ce n’est qu’en 1981 que trois sœurs de la Coudre s’y installent.
En 2003, une chapelle conventuelle est consacrée et, le 4 février 2006, le jeune monastère est érigé en prieuré autonome. En 2018, la communauté trappistines vieillissante est remplacée par une communauté de 12 jeunes bernardines. Sept fois par jour celles-ci se réunissent dans l’église pour l'office divin. Leur présence est de courte durée ; les sœurs bernardines quittent le Jassonneix et retournent au monastère de Chambarand le 30 mai 2020.
Aujourd'hui, ce lieu reste un lieu d'accueil à but spirituel maintenu en lien avec l'abbaye de Laval, grâce à la présence d'une religieuse et de bénévoles.

### Produits et services
Suivant la règle bénédictine, les religieuses travaillent pour leur subsistance. Depuis 1987, elles se sont spécialisées dans la culture des myrtilles et de petits fruits divers dont elles font des confitures, gelées et confits. Depuis le départ de la communauté de bernardines en 2020, le monastère poursuit cet artisanat pour subvenir à ses besoins.